# 長坡站
長坡站（韓語：장파역）是朝鮮民主主義人民共和國咸鏡南道虛川郡長坡里的一個鐵路車站，属于虛川線。

## 邻近车站
虛川線
守義站 - 長坡站 - 下洪君站